# Gerda Misch
Gerda Misch (* 3. Juni 1920 in Berlin als Gerda Lachmund; † 24. September 1997 ebenda) war eine deutsche Politikerin (SPD).

## Biografie
Gerda Misch war ab 1942 die Ehefrau von Rochus Misch, der Mitglied des Führerbegleitkommandos und 1945 Telefonist im Führerbunker in Berlin war. Sie besuchte eine Höhere Handelsschule und absolvierte ab 1946 ein Magisterstudium. 1951 legte sie die Zweite Staatsprüfung als Lehrerin ab. 1973 wurde sie Rektorin der Wildmeister-/Liebig-Oberschule in Berlin-Neukölln.
Bereits 1945 wurde Misch Mitglied der SPD. Bei der Berliner Wahl 1954 wurde sie in die Bezirksverordnetenversammlung im Bezirk Neukölln gewählt. Bei der Berliner Wahl 1975 wurde sie in das Abgeordnetenhaus von Berlin für das Direktmandat im Wahlkreis Neukölln 11 gewählt.
Am  24. September 1997 starb Gerda Misch in ihrer Geburtsstadt Berlin im Alter von 77 Jahren.